# Acid Bath
Acid Bath – zespół muzyczny wykonujący muzykę sludge metal, pochodzący ze Stanów Zjednoczonych W muzyce zespołu przejawiają się także wpływy death metalu i hardcore oraz bluesa. W wywiadzie dla Pit Magazine, wokalista Dax Riggs określił ich muzykę jako „death rock”.
Acid Bath było połączeniem dwóch zespołów, Dark Karnival w którym grali Audie Pitre i Sammy Pierre Duet, i Golgotha w której występował Dax Riggs, Tommy Viator i Mike Sanchez. Tommy Viator został zastąpiony przez Jimmy’ego Kyle’a. Joseph J. Fontenot był basistą przez krótki okres. Tommy Viator i Joseph Fontenot byli również członkami zespołu Audie’go o nazwie Shrum.
Zespół rozpadł się w 1997 po śmierci basisty Audie’go Pitre w wypadku samochodowym.
W 2024 roku zespół ponownie się reaktywował.

## Członkowie zespołu

### Aktualny skład
- Dax Riggs - śpiew [1991–1997, 2024–obecnie]
- Sammy „Pierre” Duet - gitara elektryczna [1991–1997, 2024–obecnie]
- Mike Sanchez - gitara [1991–1997, 2024–obecnie]

#### Muzycy sesyjni
- Alex Bergeron - gitara basowa [2024–obecnie]
- Zack Simmons - perkusja [2024–obecnie]

### Byli członkowie
- Audie Pitre - gitara basowa [1991–1997, zmarły 1997]
- Jimmy Kyle - perkusja [1991–1997]
- Tommy Viator - keyboard [1996–1997, zmarły 2024]
- Joseph Fontenot - gitara basowa [1997]
- Jeromy Boullion - gitara elektryczna [1997]

## Dyskografia

### Albumy i kompilacje
- When the Kite String Pops (1994)
- Paegan Terrorism Tactics (1996)
- Demos: 1993-1996 (2005)

### Dema
- Wet Dreams of the Insane (Golgotha demo) (1991)
- Acid Bath Live (1992)
- Hymns of the Needle Freak (1993)
- Radio Edits 1 (1994)
- Radio Edits 2 (1996)

### Wydawnictwa wideo
- „Toubabo Koomi” (1994)
- „Double Live Bootleg!” DVD (2002)